# Geoffrey Ronald Burbidge
Geoffrey Ronald Burbidge, angleško-ameriški astronom, astrofizik in kozmolog, * 24. september 1925, Chipping Norton, grofija Oxfordshire, Anglija, † 26. januar 2010, La Jolla, Kalifornija, ZDA.

## Življenje in delo
Burbidge je študiral fiziko na Univerzi v Bristolu, leta 1951 pa je doktoriral iz teoretične fizike na Univerzitetnem kolidžu v Londonu, kjer je spoznal tudi svojo bodočo ženo.
Ukvarjal se je z nepravilnimi premiki spektralni črt galaksij. Skupaj s Hoylom, Williamom Fowlerjem in svojo ženo Eleanor Burbidgovo je leta 1957 objavil svoje raziskave na področju fizike zvezd. Ta teorija je znana pod imenom B2FH kot začetnice avtorjev in predstavlja revolucionarno razlago nastanka kemijskih elementov. Z ženo sta leta 1967 napisala knjigo Kvazistelarni objekti (Quasi-Stellar Objects).
Od leta 1978 do 1984 je bil predstojnik Narodnega observatorija Kitt Peak v Arizoni.
Med drugim se je ukvarjal s teorijo lažnega mirujočega stanja. Leta 2000 je svoja spoznanja o tej teoriji Vesolja skupaj s Hoylom in Narlikarjem izdal v knjigi Drugačen pristop h kozmologiji: od statičnega Vesolja, preko prapoka do stvarnosti (A Different Approach to Cosmology: From a Static Universe through the Big Bang towards Reality)

## Priznanja

### Nagrade
Leta 1959 je Burbidge prejel nagrado Helen B. Warner za astronomijo, leta 1999 medaljo Bruceove, leta 2005 pa zlato medaljo Kraljeve astronomske družbe.

### Poimenovanja
Po njem se imenuje asteroid glavnega asteroidnega pasu 11753 Geoffburbidge.